# Asiabadus asiaticus
Asiabadus asiaticus là một loài nhện trong họ Gnaphosidae. Loài này săn mồi ban đêm trong khi ban ngày thì ẩn mình dưới các tảng đá và lá cây. Cơ thể chúng có hình oval, hẹp và chỉa về phia sau.
Asiabadus asiaticus được miêu tả năm 1946 bởi Charitonov, và chỉ tìm thấy ở Trung Á và Afghanistan.